# Tomislav Koljatic
Tomislav Francisco Koljatic Maroevic (en croata: Koljatić-Maroević; n. Santiago de Chile, 19 de septiembre de 1955) es un obispo católico y economista chileno de origen croata.
Ordenado en 1980. Durante años atrás, además de haber ocupado diversos cargos diocesanos, fue Obispo auxiliar de la Santísima Concepción y Obispo titular de Bencenna.
Desde el 15 de marzo de 2003 es el Obispo de Linares.

## Biografía
Nacido en la ciudad de Santiago de Chile, el día 19 de septiembre de 1955.
Sus padres provienen de la Isla de Brač en Croacia, pero se mudaron a Chile a los pocos años después de casarse.
El es el menor de tres hermanos varones.
Realizó sus estudios primarios y secundarios en el Colegio del Verbo Divino.
Posteriormente, en 1977 se graduó en Economía por la Pontificia Universidad Católica de Chile.
Durante esos años colaboró activamente en las tareas de la Parroquia del Sagrado Corazón de Providencia en la Avenida El Bosque, llegando a presidir la organización juvenil.
En 1980 ya ingresó en el Seminario Pontificio Mayor de Santiago y finalmente fue ordenado sacerdote por el cardenal-arzobispo Mons. Juan Francisco Fresno, el 14 de agosto de 1987, en la Catedral Metropolitana de Santiago. Fue acompañado por Fernando Karadima.
Tras su ordenación, inició su ministerio pastoral como vicario parroquial de la Parroquia San Gregorio en la zona sur de Santiago. 
Luego estuvo unos diez años como asesor en la Pastoral de la Pontificia Universidad Católica, especialmente en el Campus Oriente. En 1997 fue designado párroco en la Parroquia María Reina de los Apóstoles, también en la zona sur de la capital.
Posteriormente el 27 de noviembre de 1997 fue nombrado por el papa Juan Pablo II como Obispo auxiliar de la Arquidiócesis de la Santísima Concepción y Obispo titular de la Diócesis de Bencenna.
Tras su nombramiento eligió como lema, la frase: "A Jesús por María". 

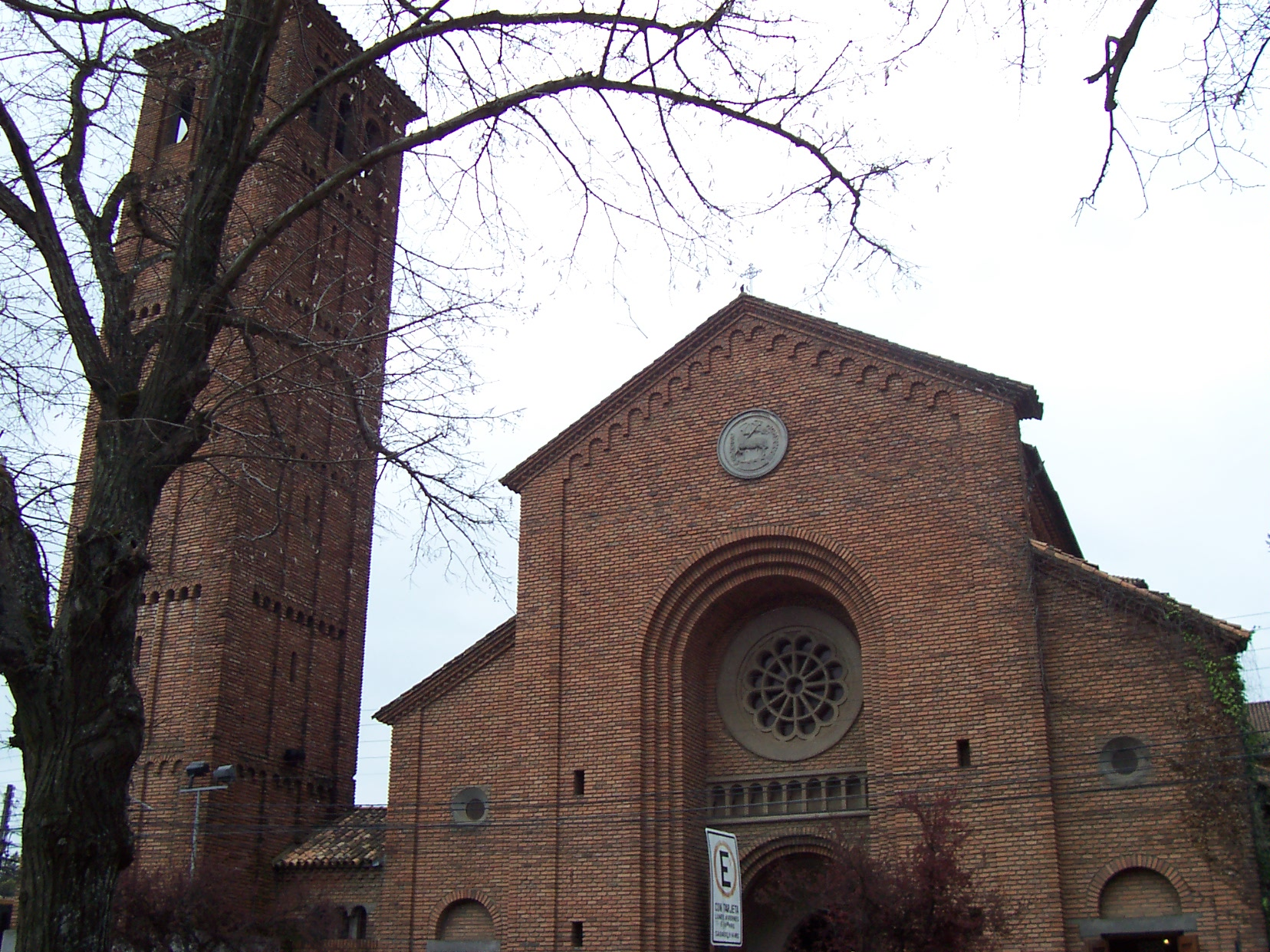
La Catedral de Linares.

Recibió la consagración episcopal en la Basílica de San Pedro de la Ciudad del Vaticano, el 6 de enero de 1998, a manos del sumo pontífice como consagrante principal y teniendo de co-consagrantes a los cardenales Mons. Giovanni Battista Re y Mons. Jorge María Mejía.
Ocupando este cargo pudo trabajar especialmente con la juventud y sobre todo en la Provincia de Arauco.
Desde el 17 de enero de 2003, tras haber sido nombrado por Juan Pablo II, es el nuevo Obispo de la Diócesis de Linares.
Tomó posesión oficial el día 15 de marzo, en la Catedral Diocesana de San Ambrosio de Linares.

## Controversias
Es uno de los obispos chilenos que está acusado de no haber denunciado los abusos del sacerdote Fernando Karadima.